# John Ulfsparre
John Reinhold Fredrik Ulfsparre af Broxvik, född 21 april 1872 i Brunnby, Malmöhus län, död 1953 på Lidingö, var en svensk major, målare och tecknare.
Han var son till majoren John Axel Otto Ulfsparre och Hanna Ulrika Queckfeldt och från 1908 gift med friherrinnan Anna Ebba Maria Sparre. Ulfsparre gjorde sin militära karriär vid Norra skånska infanteriregementet och Södra skånska infanteriregementet där han slutade som major i armén 1922. Han arbetade därefter i generalstabens topografiska avdelning. Han var en skicklig kopist och kopierade ett flertal äldre mästares verk. Förutom kopior består hans konst av landskapsskildringar, porträtt och genremålningar och beställningsmålningar där köparen bestämde motivet. 